# Deputação Provincial de Burgos
A Deputação Provincial de Burgos é a instituição à que corresponde o Governo e a administração da província de Burgos, em Espanha.

Uma de suas funções fundamentais é colaborar na gestão da atividade municipal.

## Composição
Integram a Deputação Provincial, como órgãos de Governo da mesma, o Presidente, os Vice-presidentes, a Junta de governo e o Mesa da Assembleia, formado por 25 deputados.
O presidente actual da Deputação Provincial de Burgos, desde 2011, é César Rico Ruiz.
| Eleições municipais, 26 de maio de 2019 |        |           |
| Partido                                 | Votos  | Deputados |
| PSOE                                    | 66.621 | 11        |
| PP                                      | 57.139 | 10        |
| C's                                     | 28.173 | 3         |
| Vox                                     | 8.364  | 1         |

## Presidentes
A 14 de janeiro de 1924, o Diretório Militar e como chefe do Governo, apresenta a A sua Majestade o Rei Afonso XIII para sua sanção, o decreto de dissolução das Deputações.
Em sessão celebrada em Deputação no dia 24 de maio de 1933, e em votação por papeletas, é nomeado presidente com seis votos, Domingo del Palacio. es:Julio de la Puente CareagaJulio de la Puente Careaga, finaliza o seu mandato em fevereiro de 1946. Substitui-lhe
Honorato Martín-Cobos Lagüera a 26 de fevereiro de 1946, até 8 de novembro de 1953 em que cessa, para ocupar o cargo de Governador Civil das Ilhas Baleares. a 10 de dezembro de 1953, é nomeado presidente Manuel Fernández-Villa e Dorbe. Sendo substituído no cargo por José Carazo Calleja,
Fernando Dancausa ocupa o cargo desde a 27 de abril de 1960 até 1965 quando depois do falecimento do Honorato Martín-Cobos foi nomeado Prefeito de Burgos.
Em 1977 preside a Deputação, Pedro Carazo Carnicero que apresenta seu despedimento para se apresentar às Eleições gerais da Espanha de 1977, sendo substituído por Joaquín Lazer Cristóbal quem ocuparia o cargo até 5 de abril de 1979.
Entre 1991 e 2011 tem sido presidente da instituição provincial Vicente Orden Vigara, pertencente ao Partido Popular. Desde a 24 de junho de 2011 a presidência recaiou em César Rico Ruiz, do mesmo partido político, cargo que ocupa na actualidade.

## Sede

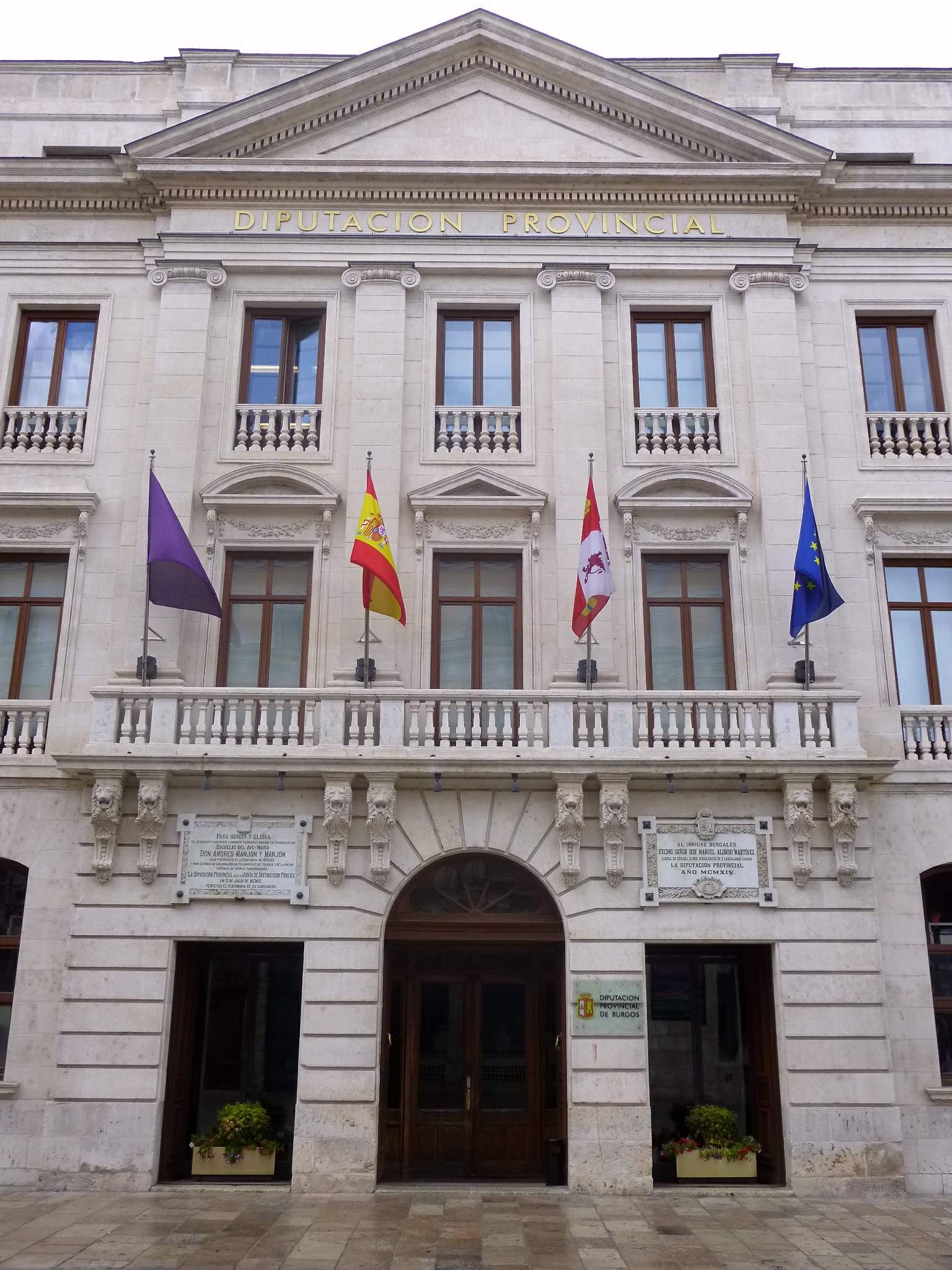
O Palácio Provincial, sede da Deputação de Burgos

A Deputação de Burgos tem como sede principal o Palácio Provincial, situado no psseio do Espolón da cidade de Burgos. O edifício ocupa o solar da antiga prisão de Carlos III e foi desenhado pelos arquitectos burgaleses Luis Villanueva e Ángel Calleja. Construído entre 1864 e 1869, durante o reinado de Isabel II, segue a tradição classicista e a monumentalidade palaciega, próprias do período. A fábrica realizou-se com pedra de Hontoria de la Cantera. É de planta retangular e apresenta quatro fachadas com motivos classicista, a principal ao passeio do Espolón e a traseira à Praça de Santo Domingo de Guzmán. Em seu interior destaca a escada imperial iluminada por claraboia, bem como a decoração com telas de artistas burgaleses como Vela Zanetti ou Marceliano Santa María.